# Philip Süß
Philip Süß (* 25. April 1998 in Salzgitter) ist ein deutscher Synchronsprecher und Filmemacher aus Berlin.
Seit 2012 wirkte Süß bei mehreren Kinder- und Jugendfilmen bzw. -Serien sowie in Trick- und Animationsfilmen als Synchronsprecher mit. 2015 gründete Süß sein Einzelunternehmen CinImagine – Film & Videoproduktion, welches 2020 zu Philip Suess – Filmmaking & Photography umfirmiert wurde, und arbeitet als Regisseur, Kameramann und Projektleiter. Seit 2016 arbeitete Süß als Dialogbuchautor für diverse Synchron- und Videospielproduktionen und übernahm 2017 erste Arbeiten in der Dialogregie.

## Synchronisation

### Serien (Hauptrollen)
- 2012: Angry Boys für Liam Keltie als Thyson
- 2013–2018: Sofia die Erste – Auf einmal Prinzessin für Zach Callison als Prinz James[1]
- 2013–2016: Jake und die Nimmerland-Piraten für Colin Ford als Jake
- 2014–2016: House of Lies für Donis Leonard Jr. als Roscoe Kaan
- 2015–2021: Shameless für Ethan Cutkosky als Carl Gallagher
- 2015: Yu-Gi-Oh! Arc-V für Nanami Shinde als Tatsuya Yamashiro/Tate[2]
- 2015: Akame ga Kill – Schwerter der Assassinen für Yoshimasa Hosoya als Wave[3]
- 2015: Occupied – Die Besatzung für Daniel Rusten Larsen als Petter Erikson
- 2015: Nickelodeons Superstars Weihnachten für Jackie Radinsky als Sawyer Huggins
- 2015–2016: Bella and the Bulldogs für Jackie Radinsky als Sawyer Huggins
- seit 2016: Dino Dan – Trek’s Adventures für Colin Petierre als Bobby
- 2016: Danganronpa für Megumi Ogata als Makoto Naegi
- 2017: Nowhere Boys für Sean Rees-Wemyss als Oscar Ferne
- 2017: Like Me für Samir Zrouki als Bim
- 2017: Teen Wolf für Andrew Matarazzo als Gabe
- 2017: Room 104 für Nat Wolff als Joseph (Episode 7)
- 2017: Yu-Gi-Oh! Arc-V für Kensho Ono als Yuya Sakaki ab (ab Folge 132)
- 2017: Touken Ranbu: Hanamaru für Mitsuhiro Ichiki als Yasusada Yamatonokami
- 2018: Danganronpa 3: The End of Hope’s Peak High School – Future Arc für Megumi Ogata als Makoto Naegi
- 2018: Danganronpa 3: The End of Hope’s Peak High School – Despair Arc für Megumi Ogata als Nagito Komaeda
- 2018–2019: Knight Squad für Owen Joyner als Arc
- 2019: Sex Education für Asa Butterfield als Otis Milburn (2.Stimme)
- 2019: Deadly Class für Liam James als Billy
- 2020: Beyblade Burst: Rise für Megumi Han als Dante Koriyu
- 2021: Zero Chill für Dakota Taylor als Mac McBentley
- 2021: Country Comfort für Ricardo Hurtado als Tuck
- 2021: Ninjago für Cole Howard als Benthomaar

### Serien (Episoden- und Nebenrollen)
- 2012: Nurse Jackie für Carmen LoPorto als Todd
- 2012: New Girl für Jordan Fuller als Winston (Jung)
- 2013: Homeland für Jacob Leinbach als Tad Groote
- 2014: Shameless für Ethan Cutosky als Carl Gallagher[4]
- 2014: Falling Skies für Dylan Schmid als Billy
- 2014: Wendell & Vinnie für Cody Sullivan als Theo
- 2014: Die Thundermans für Matthew Villar als Max Thunderman (Jung)
- 2014: Doc McStuffins, Spielzeugärztin als Declan
- 2014: Kung Fu Panda – Legenden mit Fell und Fu als Ho
- 2014: Boyster als Bruce
- 2014: Kindkind für Baptiste Anquez als Mohamed
- 2014: The Bridge – America für Daniel Polo als Kyle
- 2014: The Killing für Liam James als Jack Linden
- 2014: Henry Danger für Trevor Gore als Ortho
- 2014: Max & Shred für Lucius Hoyos als Elliot
- 2014: Nina muss mal für J.J. Totah als Frank
- 2014: Limitless für Paul Castro Jr. als Pradeep
- 2015: The Originals für McCarrie McCausland als Marcel (Jung)
- 2015: iZombie für Ryan Grantham als Full Auto
- 2015: Occupied – Die Besatzung für Daniel Rusten Larsen als Petter Eriksen
- 2015: Assassination Classroom für Shunsuke Kawabe als Masayoshi Kimura
- 2016: Die Dschungelhelden als Leon
- 2016: Hap and Leonard als Henry
- 2016: The Good Witch für Shane Harte als Anthony
- 2016: Degrassi für Richard Walters als Tiny
- 2016: Queen of the South für Jeremy Becerra als Angle
- 2016: Justice League: Action! als Constantine (Jung)
- 2016: The Fosters für James Coholan als Jack
- 2016: Animals. für Joe Mande als Branch
- 2016: Miss Fishers mysteriöse Mordfälle für Tyler-Giles Watson als Badger
- 2016: Chicago Fire für Tyler Dean Flores als Victor
- 2016: Die Nektons – Abenteurer der Tiefe als Tedd/Todd
- 2016: Babar und die Abenteuer von Badou als Kendeen
- 2017: Fuller House für Marleik Mar Mar Walker als Nugs
- 2017: Bizaardvark für Elijha Nelson als Hugh
- 2017: 11 (Once) für Mariano Zabaleta als Camilo
- 2017: Genius: Einstein als Emilio
- 2017: American Housewife für Logan Pepper als Cooper Bradford
- 2017: Fear The Walking Dead für Luke Spencer Roberts als Gabe Dille
- 2017: Marvel’s Agents of S.H.I.E.L.D. für Skyler James als Chris Adler
- 2017: Twin Peaks als Junger Verkäufer
- 2017: Beyblade Burst für Takahiro Mizushima als Orochi Ginba
- 2017: Die Goldbergs für Jackie Radinsky als Sergei
- 2017: Gotham für Christopher Dylan White als Straßenjunge
- 2017: Incorporated für Seamus Patterson als Gabe
- 2017: Rocco Shiavone als Helmi
- 2017: Gurke & Peanut für Jet Jurgensmeyer als Dr. Pamplemousse
- 2017: Son of Zorn für Tony Revolori als Scott
- 2017: Marvel’s Inhumans für Aiden Fiske als Maximus (Jung)
- 2017: El Chapo für Jair Arango als Omar
- 2017: White Famous für Benjamin Royer als Otis
- 2017: White Famous für Matthew Royer als Milo
- 2017: Young Justice für Freddy Rodriguez als Eduardo Dorado Jr.
- 2017: Young Justice für Robert Ochoa als Billy Batson (Jung)
- 2018: Lethal Weapon für Rio Mangini als Nunes
- 2018: Chicago Med für Nile Bullok als Spencer Bouren
- 2018: Chicago P.D. für Gustavo Gomez als Alonzo Amaya
- 2018: Catfish – Verliebte im Netz als Levonte
- 2018: Blue Bloods – Crime Scene New York für Will Meyers als Nick Rossi

### Spiel- und Kinofilme
- 2012: The Assassins als Kind
- 2012: Jeder hat einen Plan als Adrian (Jung)
- 2012: Vehicle 19 für Sizo Motsoko als Straßenjunge
- 2013: La Grande Bellezza – Die große Schönheit als Massimos Sohn
- 2013: G.I. Joe – Die Abrechnung für Grant Goodman als Sohn des Präsidenten
- 2014: Disconnect für Colin Ford als Jason Dixon
- 2014: Paddington für Jude Wright als Tony
- 2015: Ritter Trenk als Momme Mumm
- 2015: Macbeth für Andrew Gourlay als Soldat (Geist)
- 2015: Big Business – Außer Spesen nichts gewesen für Britton Sear als Paul Trunkman
- 2016: The Young Messiah als Straßenjunge
- 2016: Sing Street für Mark McKenna als Eamon
- 2016: Die Schwanenprinzessin: Heute Pirat, morgen Prinzessin für Grant Durazzo als Lucas
- 2016: Barbie & ihre Schwestern in: Die große Hundesuche für Taylor Dianne Robinson als DJ
- 2016: Hunter × Hunter – The Last Mission für Yuka Terasaki als Zushi
- 2016: Nerve für Miles Heizer als Tommy
- 2016: Meet the Blacks für Andrew Bachelor als Freeze
- 2016: Barbershop 3 – The Next Cut für Michael Rainey Jr. als Jalen
- 2017: Wilson – Der Weltverbesserer für Jackson Bond als Rocky
- 2017: Ein Sack voll Murmeln für Batyste Fleurial als Maurice Joffo
- 2018: Assassination Classroom – The Movie: 365 Days’ Time für Shunsuke Kawabe als Masayoshi Kimura
- 2018: Pacific Rim: Uprising für Mackenyu als Ryoichi
- 2019: Dora und die goldene Stadt für Jeff Wahlberg als Diego
- 2021: Rote Robin für Tom Pegler als Pip

### Dialogregie
- 2017–2018: Kingdom Come: Deliverance
- 2018: Fortnite
- 2019: Junji Ito Collection
- 2019: Need for Speed: Heat
- 2020: Cyberpunk 2077
- 2020: Wonderland: Das Königreich im Keller
- 2020: The Ones Within

## Film- und Videoproduktionen

### Eigenproduktionen
- 2015: Home (Regie und Kamera)
- 2015: Lens Flare – Der Film (Regie und Kamera)
- 2015: Cold Water – A Short Film (Regie und Kamera)
- 2016: Erlösung (Regie und Kamera)